# 真岡町
真岡町（日语：／ Maoka chō */?）是日本統治下的樺太廳的已不存在的一町，于1908年设置，現在名為霍爾姆斯克。地名來自於阿伊努語的「mo-ka」（安靜的地方）。
真岡町與真岡郡廣地村、蘭泊村、清水村接壤。與惠須取町并為樺太廳西海岸的中心都市。有大規模的港灣設施，有日本最北的不凍港之稱。1945年8月22日，被苏联军队占领。1949年6月1日，日本正式放弃库页岛的主权，废除了包括真岡町在内的桦太厅一切行政区划。

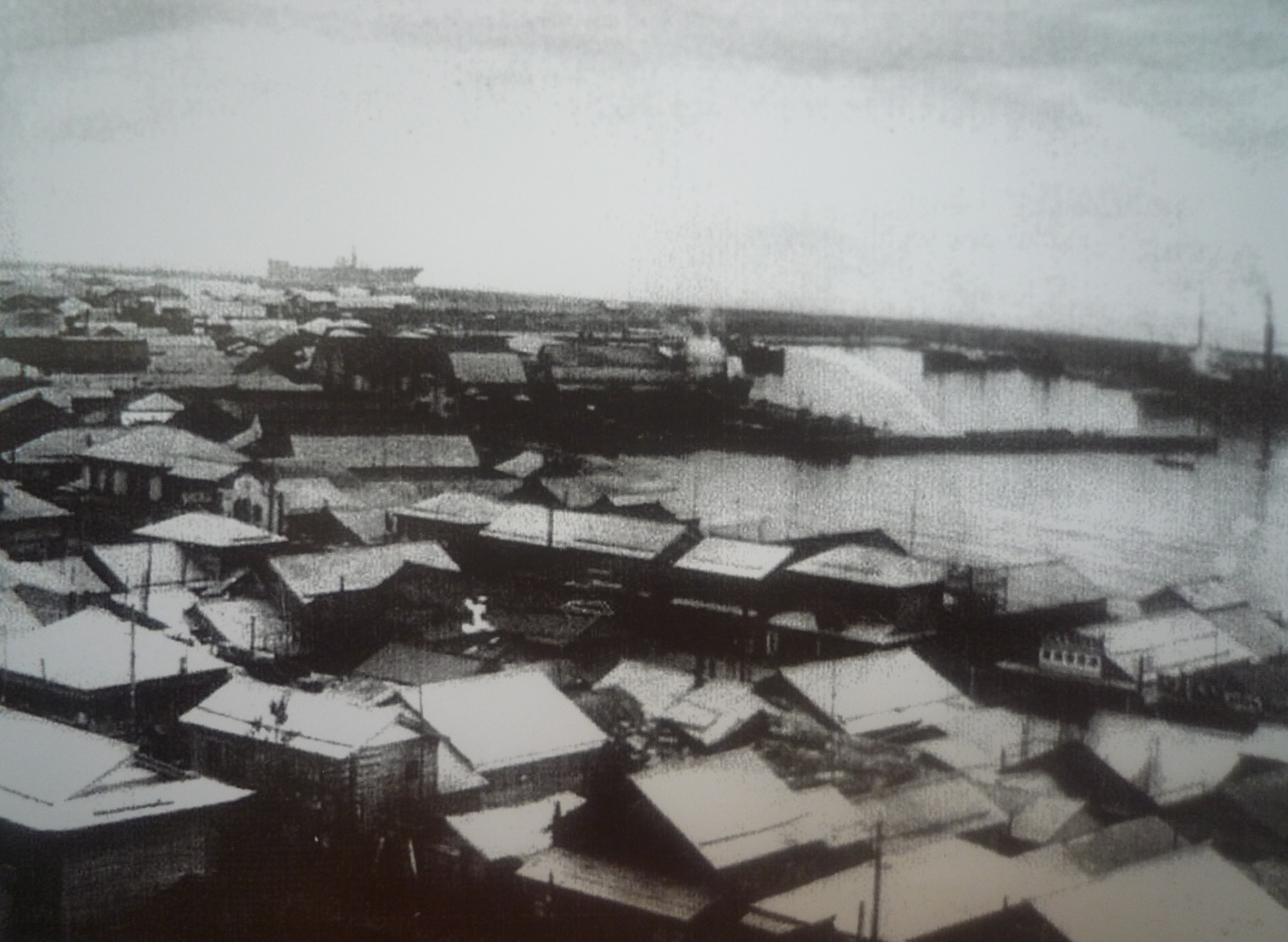
街景
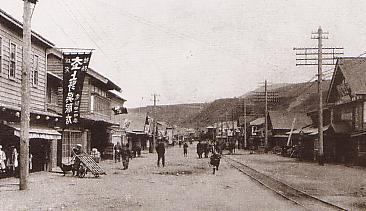
真岡的本町
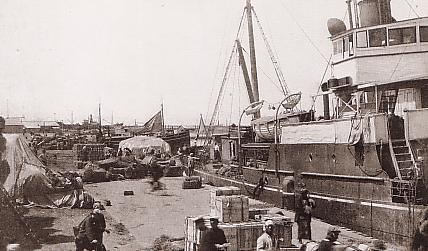
真岡港
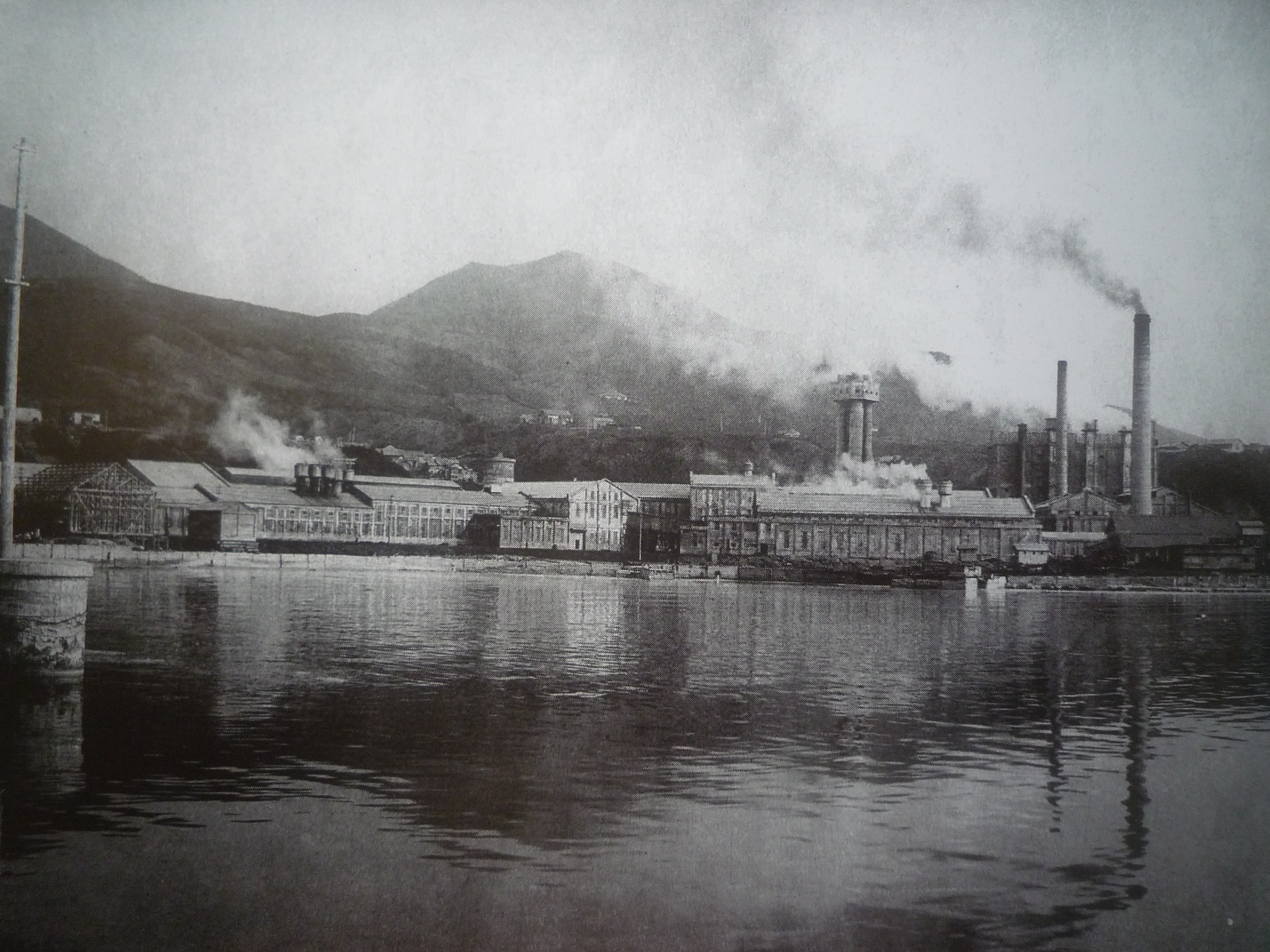
製紙工廠

## 出身名人
- 中村忠：空手家
- 李恢成：朝鮮裔作家
- 菊池浩吉：醫學家